# EXタワー
EXタワー（イーエックスタワー）は、東京都港区西麻布1-2-9に立地する複合ビル。都道412号（六本木通り）・首都高速3号渋谷線に面している。

## 概要
この地にはかつてユニマットグループが松濤温泉シエスパに続いて開設した六本木天然温泉zabooがあったが、2007年（平成19年）6月に発生した松濤温泉シエスパ爆発事故などからの影響で、翌年1月10日にzabooも閉店してしまった。その後、2010年（平成22年）にテレビ朝日 (EX) が跡地を購入し、開局55周年記念プロジェクトの一環として、複合ビルの建設に取り組むことになり、設計着手から約3年で完成を迎えた。
建物ヴォリュームは、事業性から地上部床面積の最大化が求められており、北側居住エリアの日照条件を確保するため、足元部分を開放し、オフィスのヴォリュームを持ち上げ、シアターを地下に埋め込む手法を採用した。これに基づき、地上2階から地下3階には多目的ホールの「EX THEATER ROPPONGI」が置かれ、オフィスフロアは、BS朝日、シーエス・ワンテン、ロッピングライフ、テレビ朝日メディアプレックス、テレビ朝日クリエイト、テイクシステムズ、フレックスなどが入居している。シアター屋上部に相当する2階には、屋上庭園が設けられ、上部タワーのオーバーハングによってゆるやかに囲われ、街の喧騒の中にあってひとときの安らぎをもたらすことをねらいとし、シアター来客者の開館前の待ちスペースやミーティング、各種イベント等に利用される。
外装は高さ92mの高層部分をガラスカーテンウォールで覆い、街の姿を写しこむ一方、縦フィンによりリズムをもたらす。このフィンは環境性能を向上させるとともに、テレビ画像の基本である画素と走査線をモチーフにした。夜間はスパンドレル部分に組み込まれたフルカラーLED照明により、画面として街に情報を発信する。

## 別館
連絡通路で繋がっている都道319号（環状3号線）沿いの土地に6階建ての別館「EXタワープラス」があり、3階から5階までに東京サウンドプロダクションのスタジオと録音室が入居している。